# Episodi di Doris Day Show (prima stagione)
La prima stagione della serie televisiva Doris Day Show è andata in onda negli Stati Uniti dal 24 settembre 1968 al 29 aprile 1969 sulla CBS.
| nº | Titolo originale         | Prima TV USA      | Titolo italiano | Prima TV Italia |
| -- | ------------------------ | ----------------- | --------------- | --------------- |
| 1  | Dinner for Mom           | 24 settembre 1968 |                 |                 |
| 2  | The Uniform              | 1º ottobre 1968   |                 |                 |
| 3  | The Friend               | 8 ottobre 1968    |                 |                 |
| 4  | The Matchmakers          | 22 ottobre 1968   |                 |                 |
| 5  | The Songwriter           | 29 ottobre 1968   |                 |                 |
| 6  | The Antique              | 12 novembre 1968  |                 |                 |
| 7  | Leroy B. Simpson         | 19 novembre 1968  |                 |                 |
| 8  | The Black Eye            | 26 novembre 1968  |                 |                 |
| 9  | The Librarian            | 3 dicembre 1968   |                 |                 |
| 10 | The Camping Trip         | 10 dicembre 1968  |                 |                 |
| 11 | The Job                  | 17 dicembre 1968  |                 |                 |
| 12 | Buck's Girl              | 24 dicembre 1968  |                 |                 |
| 13 | The Relatives            | 31 dicembre 1968  |                 |                 |
| 14 | Love a Duck              | 7 gennaio 1969    |                 |                 |
| 15 | Let Them Out of the Nest | 21 gennaio 1969   |                 |                 |
| 16 | The Clock                | 28 gennaio 1969   |                 |                 |
| 17 | The Buddy                | 4 febbraio 1969   |                 |                 |
| 18 | The Flyboy               | 11 febbraio 1969  |                 |                 |
| 19 | The Tournament           | 18 febbraio 1969  |                 |                 |
| 20 | Love Thy Neighbor        | 4 marzo 1969      |                 |                 |
| 21 | The Con Man              | 11 marzo 1969     |                 |                 |
| 22 | The Musical              | 18 marzo 1969     |                 |                 |
| 23 | The Baby Sitter          | 25 marzo 1969     |                 |                 |
| 24 | The Still                | 1º aprile 1969    |                 |                 |
| 25 | The Gift                 | 8 aprile 1969     |                 |                 |
| 26 | The Tiger                | 15 aprile 1969    |                 |                 |
| 27 | The Date                 | 22 aprile 1969    |                 |                 |
| 28 | The Five Dollar Bill     | 29 aprile 1969    |                 |                 |

## Dinner for Mom
- Prima televisiva: 24 settembre 1968

### Trama
- Guest star: Fran Ryan (Aggie Thompson), Norman Alden (Road House Manager), Leonard Stone (cameriere)

## The Uniform
- Prima televisiva: 1º ottobre 1968

### Trama
- Guest star: Fran Ryan (Aggie Thompson), Woodrow Parfrey (Maxwell Digby), Scott Crawford (Ben Spring)

## The Friend
- Prima televisiva: 8 ottobre 1968

### Trama
- Guest star: Cheri Grant (Patty), Raymond Kark (Harvey Miller), Fran Ryan (Aggie Thompson), Woodrow Parfrey (Maxwell Digby), Peggy Rea (Grace Henley), George Morgan (Brig Mitchell), Lisa Gerritsen (Jackie Clements), R.G. Armstrong (Henry R. Pritchart)

## The Matchmakers
- Prima televisiva: 22 ottobre 1968

### Trama
- Guest star: Carl Byrd (vice Dan Case), Frank Maxwell (sceriffo Ben Anders), Fran Ryan (Aggie Thompson), Noam Pitlik (vice Ubbie Puckum)

## The Songwriter
- Prima televisiva: 29 ottobre 1968

### Trama
- Guest star: Jerry Hausner (postino Henry), Fran Ryan (Aggie Thompson , solo accreditato)

## The Antique
- Prima televisiva: 12 novembre 1968

### Trama
- Guest star: Fran Ryan (Aggie Thompson), Estelle Winwood (Gertrude Fields), Maudie Prickett (Bertie Fields)

## Leroy B. Simpson
- Prima televisiva: 19 novembre 1968

### Trama
- Guest star: Fran Ryan (Aggie Thompson)

## The Black Eye
- Prima televisiva: 26 novembre 1968

### Trama
- Guest star: Fran Ryan (Aggie Thompson), Woodrow Parfrey (Maxwell Digby), Lisa Gerritsen (Jackie Clements)

## The Librarian
- Prima televisiva: 3 dicembre 1968

### Trama
- Guest star: Keith Taylor (Carl), Ryan MacDonald (dottor Travis Peabody), Fran Ryan (Aggie Thompson), Kelly Jean Peters (Winifred Proxmire)

## The Camping Trip
- Prima televisiva: 10 dicembre 1968

### Trama
- Guest star: Fran Ryan (Aggie Thompson), Henry Corden (Joe Whitcloud)

## The Job
- Prima televisiva: 17 dicembre 1968

### Trama
- Guest star: Linda Watkins (Maggie Wells), Joanne Miya (Jo)

## Buck's Girl
- Prima televisiva: 24 dicembre 1968

### Trama
- Guest star: Walter Sande (Doc Carpenter), Kay Stewart (Verna McIntosh), Paul Barselou (barbiere)

## The Relatives
- Prima televisiva: 31 dicembre 1968

### Trama
- Guest star: Patrick Cranshaw (Ernie), Alan Sues (Edgar Simpson), Robert Easton (Albert Simpson), Dennis Fimple (Herman Simpson), Bard Stevens (Ben)

## Love a Duck
- Prima televisiva: 7 gennaio 1969

### Trama
- Guest star: Strother Martin (Tyrone Lovey)

## Let Them Out of the Nest
- Prima televisiva: 21 gennaio 1969

### Trama
- Guest star: Bob Graham (Arthur Nader), Barbara Pepper (Mrs. Wilkins), Hal Smith (ubriaco), Raymond Kark (Marvin - The Police Officer), Keith Huntley (strillone)

## The Clock
- Prima televisiva: 28 gennaio 1969

### Trama
- Guest star: Strother Martin (Tyrone Lovey), Peggy Rea (Grace Henley)

## The Buddy
- Prima televisiva: 4 febbraio 1969

### Trama
- Guest star: Mary Wickes (Emma Flood), Willis Bouchey (colonnello John Brock)

## The Flyboy
- Prima televisiva: 11 febbraio 1969

### Trama
- Guest star: James Truesdell (Al), Al Travis (Ben), Frank Aletter (colonnello Carson), Tom Curry (Charlie), Tom Falk (sergente)

## The Tournament
- Prima televisiva: 18 febbraio 1969

### Trama
- Guest star: Walter Sande (Doc Carpenter)

## Love Thy Neighbor
- Prima televisiva: 4 marzo 1969

### Trama
- Guest star: J. Pat O'Malley (Zeno Tugwell), Read Morgan (Stonewall Tugwell)

## The Con Man
- Prima televisiva: 11 marzo 1969

### Trama
- Guest star: Evelyn King (membro commissione), Kay Stewart (membro commissione), Joseph Campanella (Roger Flanders), James Millhollin (Horace Burkhart), Peter Brocco (Jed Anslinger), Madge Blake (Mrs. Harty), Bard Stevens (membro commissione), Dodie Warren (membro commissione)

## The Musical
- Prima televisiva: 18 marzo 1969

### Trama
- Guest star: Ray Teal (Mr. Elkstrom), Gary Dubin (Freddie), Michele Tobin (Gloria)

## The Baby Sitter
- Prima televisiva: 25 marzo 1969

### Trama
- Guest star: Ted Foulkes (Adam Benson), Jodie Foster (Jenny Benson), Peggy Rea (Dorothy Benson), Julie Reese (Elizabeth Benson), Lynnell Atkins (Rachel Benson)

## The Still
- Prima televisiva: 1º aprile 1969

### Trama
- Guest star: Jeff DeBenning (agente Bronson), Florence Lake (Adelaide), Barney Phillips (sceriffo Ben Anders), Jesslyn Fax (Lydia), Tom Falk (agente Willoughby)

## The Gift
- Prima televisiva: 8 aprile 1969

### Trama
- Guest star:

## The Tiger
- Prima televisiva: 15 aprile 1969

### Trama
- Guest star: Barney Phillips (sceriffo Ben Anders), Bard Stevens (vice sceriffo)

## The Date
- Prima televisiva: 22 aprile 1969

### Trama
- Guest star: Joe De Santis (Frank Gorian)

## The Five Dollar Bill
- Prima televisiva: 29 aprile 1969

### Trama
- Guest star: Shirley Mitchell (Mrs. Loomis), Stuart Lee (Alfred Loomis), Jerry Hausner (Mr. Kibbler)